# 奈良大學
奈良大学

| 校訓           | 本物に觸れる悅び奈良で學ぶ贅澤  |
| 大学設置       | 1969年                          |
| 創立           | 1925年南都正強中学              |
| 学校種別       | 私立                            |
| 設置者         | 学校法人奈良大学                |
| 校長           | 清水哲郎                        |
| 所在地         | 奈良縣奈良市山陵町1500          |
| 学部           | 文学部 社会学部 通信教育部      |
| 大学院(研究科) | 文学研究科 社会学研究科         |
| 網站           | 奈良大学 （页面存档备份，存于） |

奈良大學是一所位於日本奈良縣奈良市的私立大學，有大約3700個學生。地址是奈良縣奈良市山陵町1500。

## 學部與學科
- 文學部　
  - 國文學科
  - 史學科
  - 地理學科
  - 文化財學科
- 社會學部
  - 人類關係学科
  - 現代社會学科
- 通信教育部
  - 文化財歷史学科

### 研究所
- 文學研究科
- 社會學研究科

## 外部連結
- 奈良大學網站 （页面存档备份，存于）